# استکان

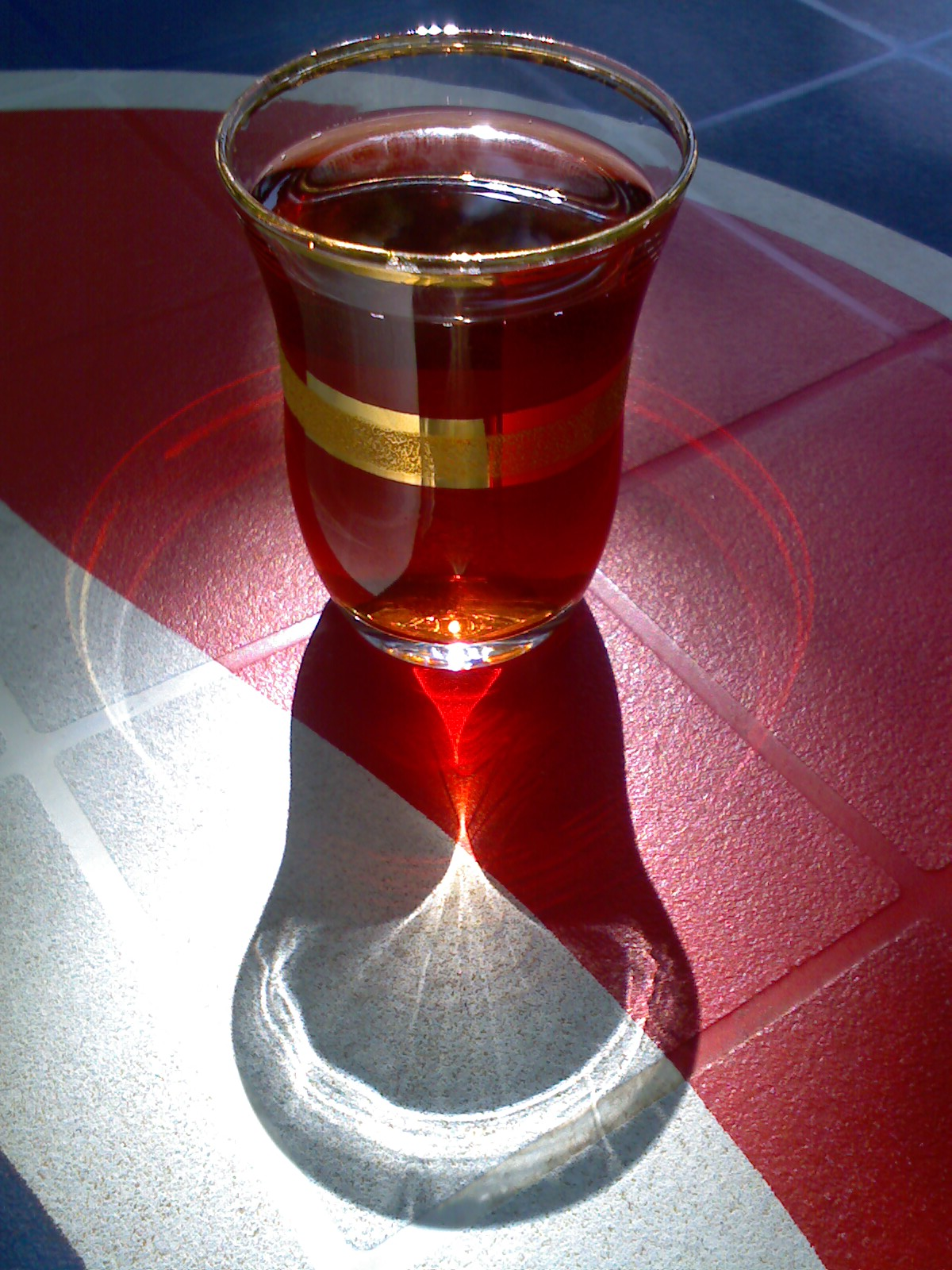
یک استکان چای

استکان ظرفی شیشه‌ای یا سفالی -لعابی است که برای نوشیدن چای و قهوه استفاده می‌شود.
استکان معمولاً از جنس شیشه ساخته می‌شود و دارای دیواره‌ای استوانه‌ای یا مخروطی با کفی تخت است. معمولاً نوشیدنی داغ را درون استکان می‌ریزند و استکان را با نعلبکی استفاده می‌کنند.

## ریشه‌شناسی
مطابق فرهنگنامه دهخدا، واژه استکان، واژه‌ای روسی به معنی پیاله است.
واژه روسی стакан نیز برگرفته از زبان‌های ترکی (مقایسه کنید واژه جغتایی tostakan به معنی کاسه چوبی) است. و خود این زبان‌های ترکی این واژه را در نهایت از واژهٔ فارسی «دوستکان»، «دوستگان»، یا «دوستکام» گرفته شده‌است که یعنی «معشوق»، «شرابی که با معشوق خورند» و «پیالهٔ بزرگ».
در رابطه با ریشه واژه روسی стакан باید گفت که ریشه‌ی این واژه از کلمه ( достаканъ (dostakanŭ در زبان اسلاو شرقی کهن است که با واژه توستاکانکانان (tostakan) به معنی کاسه چوبی در زبان جغتایی،  
(тустыга.н (ustığan به معنی فنجان در زبان تاتاری
(туҫтаҡ (tuθtaq به معنی "ظرف نوشیدن کومیس" در زبان باشقیری
(тостаған (tostağan به معنی فنجان چوبی در زبان قزاقی
قرابت دارد.